# Мерчант, Эмили
Эмили Мерчант (англ. Emily Klancher Merchant) — американский историк науки, технологий и медицины XX и XXI веков. Доктор философии, ассоциированный профессор Калифорнийского университета в Дейвисе.
Лауреат Merle Curti Award (2022). Специализируется на науках о человеке в Соединённых Штатах после Первой мировой войны. Член Population Association of America.
Окончила Помона-колледж (бакалавр B.A. истории Summa cum laude, 2001). Степень магистра M.A. истории получила в Мичиганском университете (2005). Там же получила докторскую степень по истории в 2015 году, с диссертацией «Prediction and Control — Global Population, Population Science, and Population Politics in the Twentieth Century». Являлась постдоком в Дартмутском колледже.
Также автор многих работ в области исторической демографии и экологической истории.
Первая книга — Building the Population Bomb (Оксфорд, 2021) {Рец., }, отмечена Otis Dudley Duncan Award (2022). Публиковалась в Proceedings of the National Academy of Sciences, International Migration Review и Population Research and Policy Review, а также Population and Development Review, Social Science History, Journal of Policy History.